# サウジアラビアサッカー連盟
サウジアラビアサッカー連盟（サウジアラビアサッカーれんめい、阿: الاتحاد السعودي لكرة القدم, 英: Saudi Arabia Football Federation）は、サウジアラビアにおけるサッカーの統括団体である。1956年に創設。本部は首都であるリヤドに置かれる。
連盟の創設者はアブドゥッラー・アル＝ファイサル・ビン・アブドゥルアズィーズ・アール＝サウード王子。

## 運営
- サウジ・プロフェッショナルリーグ
- サウジ・ファーストディヴィジョンリーグ
- サウジ・セカンドディヴィジョンリーグ
- サウジ・サードディヴィジョンリーグ（英語版）
- サウジ国王杯
- サウジ・スーパーカップ

## 組織
- サッカーサウジアラビア代表
- U-23サッカーサウジアラビア代表
- U-20サッカーサウジアラビア代表
- U-17サッカーサウジアラビア代表
- サッカーサウジアラビア女子代表（英語版）